# Achille et Polyxène

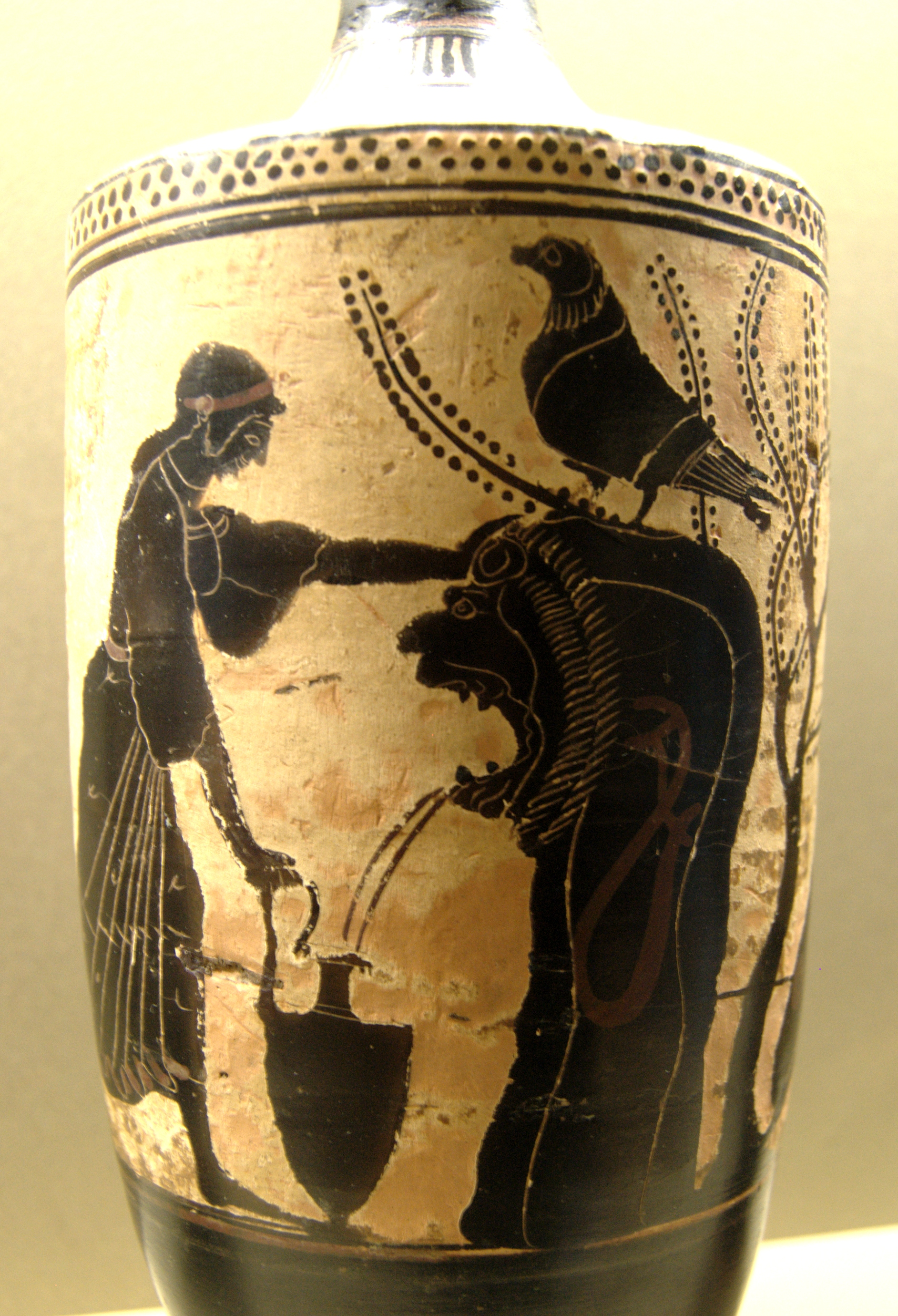
Políxena

Achille et Polyxène és una tragèdia lírica de Jean-Baptiste Lully. Consta d'1 pròleg i 5 actes. El llibret és de Jean Galbert de Campistron, basat en L'Eneida de Virgili. Es va estrenar al Palais Royale de París, el 7 de novembre de 1687.

## Personatges
- Aquil·les (contratenor)
- Agamèmnon (baix)
- Príam (baix)
- Andròmaca (soprano)
- Políxena (soprano)
- Briséis (soprano)

## Sinopsi
En el pròleg, Mercuri, missatger dels déus, demana a les muses pel seu esperit abatut. Melpomene contesta que el rei (Lluís XIV), cec pel seu desig de conquesta, ha portat el país a la guerra i ha ignorat les muses i els seus banquets. Mercuri els interromp i insisteix que deixin de banda les preocupacions i que es concentrin en l'espectacle encisador que va a representar-se. Les muses hi accedeixen. Júpiter descendeix i demana amb insistència la contemplació de l'heroi grec Aquil·les. Les muses esperen el conte de l'invencible Aquil·les i les seves famoses batalles.
L'acte 1 transcorre a l'illa dels Ténedos, refugi d'Aquil·les després d'una disputa amb Agamèmnon. Patrocle demana a Aquil·les si està gelós de la valentia que ha demostrat Hèctor en les batalles passades. Aquil·les contesta que només les pèrdues sofertes pels grecs li donen plaer. Agamèmnon, rei dels grecs, és objecte del seu odi. Patrocle declara que desafiarà Hèctor. Diòmedes s'acosta i anuncia que sense l'ajut d'Aquil·les, els grecs no podran amb els troians. Aquil·les insisteix que ell es troba bé allà, fora de disputes amb els grecs. Diòmedes reprèn l'heroi, i l'acusa que la seva valentia és només superficial i que estima els plaers vans. Venus i les Gràcies descendeixen dels cels i recorden a Aquil·les el plaer que ell va experimentar quan era fora de la batalla. Arcas entra corrents i anuncia que Patrocle és mort. Aquil·les jura venjança sobre Hèctor.
L'acte 2 transcorre un paratge grec la vespra de la batalla amb els troians. Diòmedes està convençut que, amb l'ajut d'Aquil·les, els grecs comandats per Agamèmnon resultaran victoriosos. Agamèmnon és escèptic, i decideix retrocedir en veure l'avançada d'Aquil·les. Arcas assegura als presoners troians que Aquil·les no tindrà compassió. El rei Príam de Troia, la seva filla Políxena i la seva nora Andròmaca conspiren per a reblanir el cor d'Aquil·les. Cadascú apel·la Aquil·les amb històries de les seves pèrdues patides en la guerra amb Grècia. Però és la bella Políxena la que romp el cor d'Aquil·les: el gran guerrer promet pau eterna amb els grecs.
L'acte 3 tracorre el campament d'Aquil·les. Aquil·les confessa el seu amor per Políxena a Arcas, que recorda a l'heroi que el seu objectiu inicial era venjar la mort del seu amic Patrocle. Aquil·les respon que només Hèctor mereix la seva còlera, la resta de troians no són culpables. Agamèmnon entra i també qüestiona la lleialtat d'Aquil·les. Aquil·les li recorda que Patrocle, no el poble grec, ha estat el motiu de la batalla amb els troians. Agamèmnon s'adona que Aquil·les està enamorat de la princesa enemiga, presenta al gran heroi la princesa grega Briséis, la qual espera que farà retornar-lo del costat dels grecs. Briséis confessa a Aquil·les la història de com va ser capturada i com va perdre tot allò que estimava. Aquil·les, de la forma més galant possible, li explica que mai no podrà estimar-la. furiosa, Briséis invoca la deessa Juno per a venjar el seu cor romput. Juno accepta i li promet que abans que s'acabi el dia, Briséis veurà el resultat de la seva petició.
L'acte 4 té lloc al Palau de Príam. Políxena, sola i confosa, demana a la saviesa pel seu matrimoni amb Aquil·les, recentment enemic de la pàtria. Ella es resigna a l'inevitable i espera la cerimònia. Andròmaca reconeix la desesperació de Políxena i tracta de consolar-la. Príam entra i demana pels seus súbdits per a començar la cerimònia.
Finalment, l'acte 5 transcorre al temple d'Apolo. Aquil·les demana a la seva esposa per què es gira quan ell se li acosta. La cerimònia comença i Briséis n'és testimoni. Ella es demana per què Juno no s'ha venjat encara. El cor de grecs adverteix Aquil·les que fugi d'una mort segura. Políxena declara que és incapaç de viure amb el seu espòs i es suïcida.

## Comentaris
El llibret d'aquesta òpera és diferent d'altres treballs anteriors en col·laboració de Phillipe Quinault. Habitualment, Lully començava les òperes amb un pròleg animat, però en aquest cas trobem les muses que lamenten el desig d'expansió militar del rei. Lully va morir abans de veure l'estrena.